# Liste des phares de la Charente-Maritime
Les côtes charentaises comptent de nombreux feux et phares.
| Photographie | Nom                       | Construction           | Hauteur | Portée                      | Distinction | Commune                    | Coordonnées                 |  |
| ------------ | ------------------------- | ---------------------- | ------- | --------------------------- | --- | -------------------------- | --------------------------- |  |
|              | Phare des Baleineaux      |                        | 31 m    |                             | | Saint-Clément-des-Baleines | 46° 15′ 19″ N, 1° 35′ 16″ O |  |
|              | Phare des Baleines        | 1849 - 1854            | 57 m    | 50 km                       | Inscrit MH (2010) | Saint-Clément-des-Baleines | 46° 14′ 39″ N, 1° 33′ 40″ O |  |
|              | Phare de Chauveau         | 1842                   | 30,70 m | 15 milles nautiques (24 km) | | Rivedoux-Plage             | 46° 08′ 02″ N, 1° 16′ 25″ O |  |
|              | Phare du Bout du Monde    | 2000                   |         | 15 milles marins            | | La Rochelle                | 46° 08′ 16″ N, 1° 10′ 45″ O |  |
|              | Tour de Richelieu         |                        |         |                             | | La Rochelle                |                             |  |
|              | Phare du Quai Valin       | 1852                   | 24 m    | 14 milles (26 km)           | | La Rochelle                | 46° 09′ 25″ N, 1° 08′ 59″ O |  |
|              | Tourelle du Lavardin      | 1841                   |         |                             | | La Rochelle                |                             |  |
|              | Phare de l'île d'Aix      | 1889-1906              | 25,3 m  | 24 milles                   | | Île-d'Aix                  | 46° 00′ 36″ N, 1° 10′ 41″ O |  |
|              | Phare de Chassiron        | 1836                   | 43 m    | 52km (28 milles)            | Classé MH (2012) Le Phare de Chassiron est le plus ancien phare de France encore en activité après celui de Cordouan. | Saint-Denis-d'Oléron       | 46° 02′ 48″ N, 1° 24′ 37″ O |  |
|              | Phare de la Cotinière     | 1899                   | 9,40 m  |                             | | La Cotinière               |                             |  |
|              | Phare du Château-d'Oléron | 1862                   |         | 18 m                        | |                            | Le Château-d'Oléron         |  |
|              | Phare de La Coubre        | 1905                   | 64 m    | 28 milles nautiques         | Il protège l'entrée de l'estuaire de la Gironde avec le phare de Cordouan et le phare de Grave. C'est le plus haut des côtes charentaises. Il compte 300 marches et l'intérieur du fût est carrelé d'opaline bleue. Visitable presque toute l'année tout comme son écomusée. Inscrit MH (2011) | La Tremblade               | 45° 41′ 48″ N, 1° 14′ 00″ O |  |
|              | Radiophare de la Palmyre  | 1970                   | 36,20 m | 27 milles marins            | | La Palmyre                 | 45° 39′ 42″ N, 1° 07′ 14″ O |  |
|              | Phare de Terre-Nègre      | 1838: Phare 1770: Tour | 26,64 m | 18 milles                   | | Saint-Palais-sur-Mer       | 45° 38′ 46″ N, 1° 06′ 23″ O |  |
|              | Phare de Royan            | 1954                   | 10 m    | 12 milles                   | | Royan                      | 45° 37′ 00″ N, 1° 01′ 48″ O |  |
|              | Phare de Vallières        | 1860 et 1901           | 36 m    | Éteint                      | | Saint-Georges-de-Didonne   | 45° 35′ 53″ N, 1° 00′ 29″ O |  |